# Jöns Jacob Berzelius
Jöns Jacob Berzelius (ur. 20 sierpnia 1779 w Väversunda, zm. 7 sierpnia 1848 w Sztokholmie) – szwedzki chemik, lekarz i mineralog. Laureat Medalu Copleya.

## Życiorys
Wprowadził pojęcie izomerii oraz dzisiejsze symbole chemiczne, a także pierwszą systematykę związków chemicznych. W roku 1828 odkrył pierwiastek chemiczny, który otrzymał nazwę tor (Th, łac. thorium). W latach 1836–1839 wraz z Liebigiem dowiódł, że fermentacja jest procesem enzymatycznym. Dokonał wielu odkryć z zakresu chemii organicznej (wydzielił kwas mlekowy z mięsa w roku 1808, a w 1812 wydzielił kazeinę z mleka i fibrynę z krwi) i nieorganicznej (otrzymał kwasy antymonu i węglan litu w roku 1817, a następnie tetrachlorek krzemu, 1826 kwas metafosforowy, 1827 chlorek chromylu). Podał budowę wielu kwasów organicznych, opisał cer, selen i otrzymał metaliczny cyrkon.
W latach 1807–1832 profesor medycyny i farmacji w Szkole Chirurgii w Sztokholmie (od roku 1810 Instytut Karolinska). Od roku 1837 zajmował 5. miejsce w Akademii Szwedzkiej. W 1815 odznaczony Orderem Gwiazdy Polarnej, a w 1821 został Komandorem Orderu Wazów, w 1842 otrzymał Pour le Mérite za Naukę i Sztukę.
Był autorem podręcznika fizyki, chemii i mineralogii w 8 tomach (1806–1818). Wprowadził do chemii pojęcia i nazwy katalizy, alotropii i izomerii. Do największych jego osiągnięć należy opracowanie metody pomiaru mas atomowych.